# Sablonnières
Sablonnières település Franciaországban, Seine-et-Marne megyében. Lakosainak száma 768 fő (2022. január 1.). Sablonnières Bassevelle, Bellot, Boitron, Hondevilliers, Saint-Léger, La Trétoire és Villeneuve-sur-Bellot községekkel határos.

## Népesség
A település népessége az elmúlt években az alábbi módon változott:
| Lakosok száma | 703  | 710  | 723  | 721  | 721  | 717  | 722  | 745  | 768  |
|               | 2013 | 2015 | 2016 | 2017 | 2018 | 2019 | 2020 | 2021 | 2022 |